# Bryne Fotballklubb
Il Bryne Fotballklubb, meglio noto come Bryne FK, è una squadra di calcio di Bryne, in Norvegia. Milita nell'Eliteserien, la massima serie del campionato norvegese di calcio.

## Storia
Fondato il 10 aprile del 1926 come Bryne IL, assunse la denominazione attuale nel 1991. Il periodo più importante nella storia del club fu all'inizio degli anni ottanta quando arrivò secondo in campionato nella stagione 1980 (dietro lo Start) e nella stagione 1982 (dietro il Viking); a quegli anni risalgono anche le prime partecipazioni alle Coppa UEFA. Il decennio si concluse con la vittoria della Norgesmesterskapet 1987 contro il Brann, successo che valse la partecipazione, sfortunata, alla Coppa delle Coppe 1988-1989. Il Bryne Stadion, che ospita le partite interne, ha una capacità di 10 000 spettatori.

## Allenatori e presidenti
L'elenco dei presidenti del Bryne va dal 1992 ad oggi. Quello degli allenatori va dalla fondazione ad oggi.
| Allenatori - 1926-1929 commissione - 1930 Andreas Gabrielsen - 1931-1937 commissione - 1938-1939 Jens Håland e commissione - 1940 commissione - 1945-1947 commissione - 1948-1950 Alf Rasmussen e commissione - 1951-1952 commissione - 1953 Einar Jensen e commissione - 1954 Inge Paulsen e commissione - 1955 Georg Monsen - 1956 commissione - 1957 Reidar Kvammen - 1958-1959 commissione - 1960-1963 Reidar Kvammen - 1964-1965 John Larsen - 1966 Reidar Kvammen - 1967-1968 Olav Sigbjørnsen - 1969 Einar Jacobsen - 1970 Olav Sigbjørnsen - 1971-1972 Gunnar Steen - 1973 Gustav Hult - 1974 Claus Ellingsen - 1975-1976 Gustav Hult - 1977-1979 Kjell Schou-Andreassen - 1980-1982 Brian Green - 1983-1985 Kent Karlsson - 1986-1988 Bjarne Berntsen - 1989-1990 Arne Larsen Økland - 1993-1994 Gary Goodchild - 1994-1996 Trond Sirevåg - 1997-2000 Kenneth Rosén - 2001 Erik Brakstad - 2001 Hans Olav Frette - 2001 Gabriel Høyland - 2001-2003 Reine Almqvist - 2004-2005 Hans Olav Frette - 2007 Hans Olav Frette - 2006-2007 Magnus Johansson - 2007 Hans Olav Frette - 2008-2009 Trond Sirevåg - 2009 Rolf Teigen - 2009 Gabriel Høyland - 2009 Mons Ivar Mjelde - 2010-2012 Tommy Bergersen - 2012-oggi Gaute Larsen | Presidenti - 1992-1993 Kjell Madland - 1994 Odd Arve Espeland - 1995-2004 Svein Harald Kleppe - 2005 Helge Grøsfjell - 2006-2008 Leif Tore Mellemstrand - 2009 Per Kristian Vold - 2010-oggi Preben Aamodt |

## Palmarès

### Competizioni nazionali
- Coppa di Norvegia: 1

1987
- 2. divisjon: 1

2020 (gruppo 2)

### Altri piazzamenti
- Campionato norvegese:

Secondo posto: 1980, 1982
- Coppa di Norvegia:

Finalista: 2001
- 1. divisjon:

Secondo posto: 1999, 2024
Terzo posto: 2006
- 2. divisjon:

Terzo posto: 2017 (gruppo 2)

## Organico

### Rosa 2025
Rosa aggiornata al 31 marzo 2025.
| N. |                        | Ruolo | Calciatore            |
| -- | ---------------------- | ----- | --------------------- |
| 1  | Svezia (bandiera)      | P     | Anton Cajtoft         |
| 2  | Germania (bandiera)    | D     | Luis Görlich          |
| 3  | Norvegia (bandiera)    | D     | Sondre Norheim        |
| 4  | Norvegia (bandiera)    | C     | Christian Landu Landu |
| 5  | Danimarca (bandiera)   | D     | Jacob Haahr           |
| 6  | Norvegia (bandiera)    | C     | Remi-André Svindland  |
| 7  | Norvegia (bandiera)    | C     | Mats Thornes          |
| 8  | Norvegia (bandiera)    | C     | Lars Erik Sødal       |
| 9  | Norvegia (bandiera)    | A     | Sanel Bojadzic        |
| 10 | Norvegia (bandiera)    | A     | Robert Undheim        |
| 11 | Kenya (bandiera)       | A     | Alfred Scriven        |
| 12 | Paesi Bassi (bandiera) | P     | Jan de Boer           |
| 14 | Norvegia (bandiera)    | D     | Eirik Saunes          |

| N. |                       | Ruolo | Calciatore               |
| -- | --------------------- | ----- | ------------------------ |
| 15 | Norvegia (bandiera)   | C     | Jon-Helge Tveita         |
| 16 | Gambia (bandiera)     | D     | Dadi Dodou Gaye          |
| 17 | Norvegia (bandiera)   | D     | Lasse Qvigstad           |
| 18 | Portogallo (bandiera) | A     | Duarte Moreira           |
| 19 | Danimarca (bandiera)  | C     | Nicklas Strunck Jakobsen |
| 21 | Norvegia (bandiera)   | C     | David Aksnes             |
| 22 | Norvegia (bandiera)   | C     | Heine Åsen Larsen        |
| 23 | Norvegia (bandiera)   | C     | Kristian Håland          |
| 24 | Norvegia (bandiera)   | D     | Jens Husebø              |
| 26 | Norvegia (bandiera)   | D     | Axel Kryger              |
| 29 | Norvegia (bandiera)   | C     | Martin Åmot Lye          |
| 32 | Norvegia (bandiera)   | A     | Sjur Jonassen            |
| 99 | Lituania (bandiera)   | P     | Igor Spiridonov          |